# 2002
2002 (MMII) a fost un an obișnuit al calendarului gregorian, care a început într-o zi de marți. A fost al 2002-lea an d.Hr., al 2-lea an din mileniul al III-lea și din secolul al XXI-lea, precum și al 3-lea an din deceniul 2000-2009. A fost desemnat:
- Anul Internațional al Ecoturismului și al Muntelui.
- Anul Caragiale, în România aniversându-se 150 de ani de la nașterea dramaturgului I.L. Caragiale.
- Anul Național al Științei, în Marea Britanie.

## Evenimente

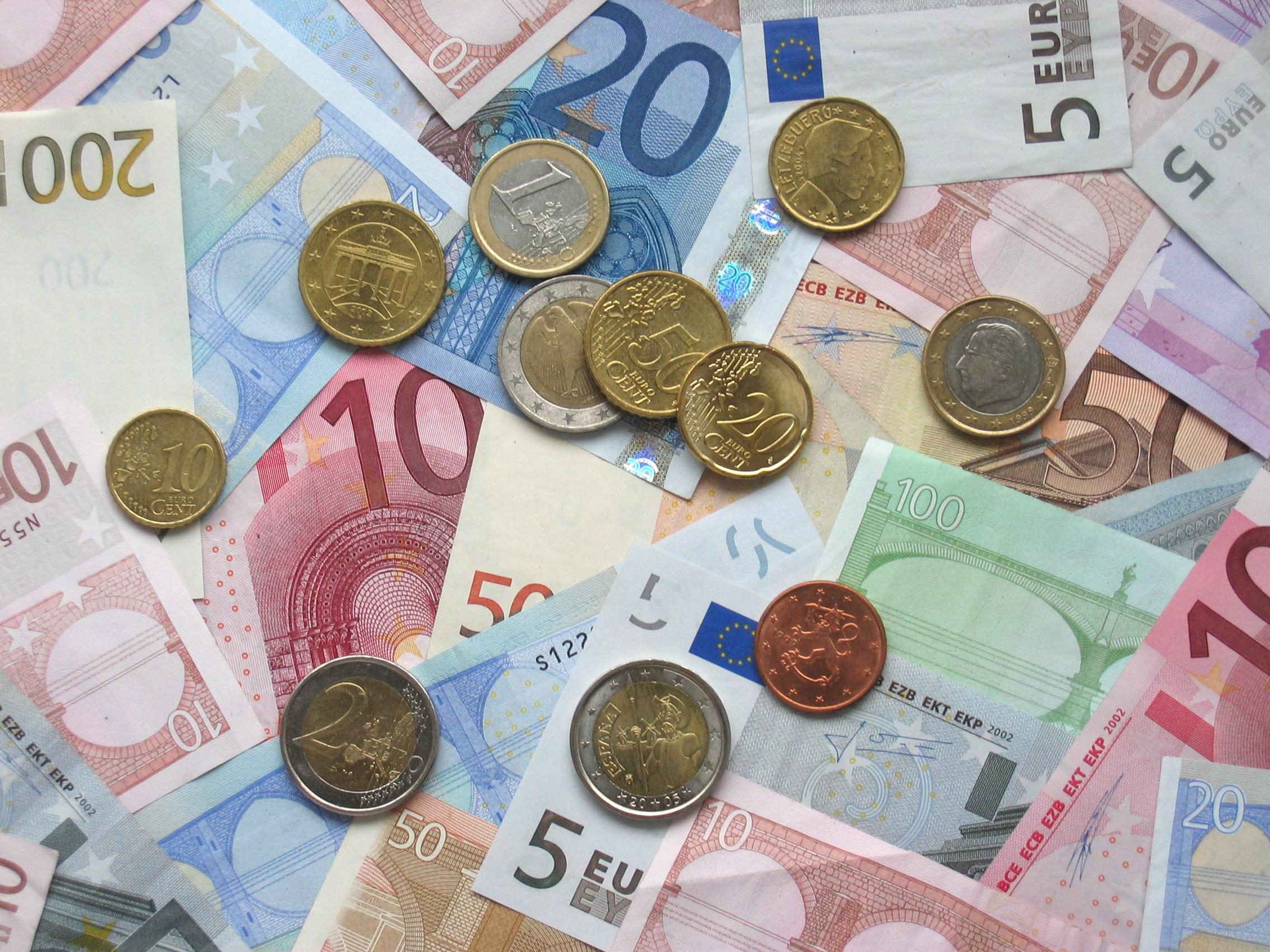
1 ianuarie: Bancnotele și monedele euro au fost introduse în 12 țări ale Uniunii Europene

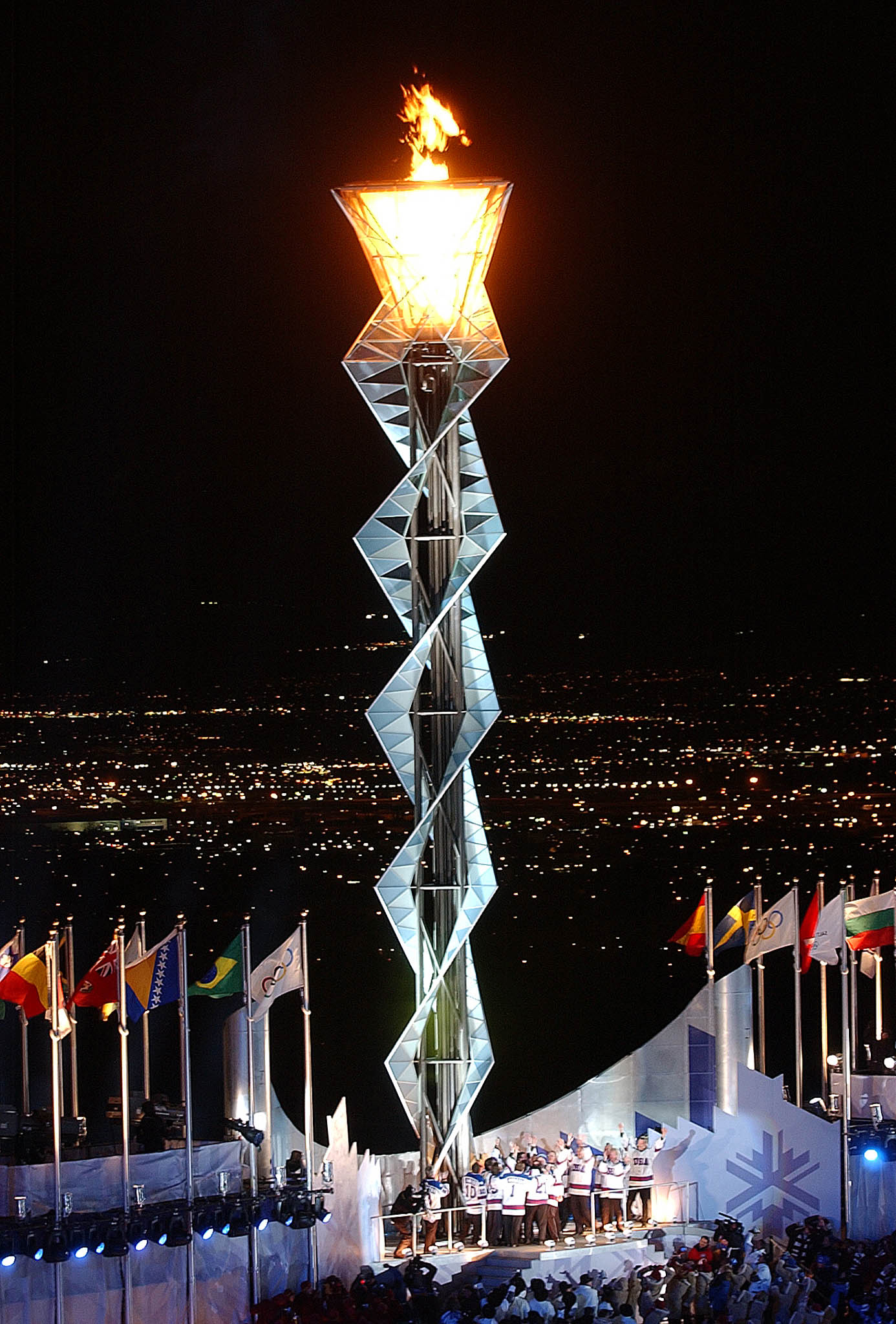
Ceremonia de deschidere a Jocurilor Olimpice de iarnă din SUA

### Ianuarie
- 1 ianuarie: Bancnotele și monedele euro au fost introduse în 12 țări ale Uniunii Europene.

### Februarie
- 8 februarie: Ceremonia de deschidere a Jocurilor Olimpice de iarnă de la Salt Lake City, Utah, Statele Unite.

### Martie
- 18 martie: A început recensământul din România.

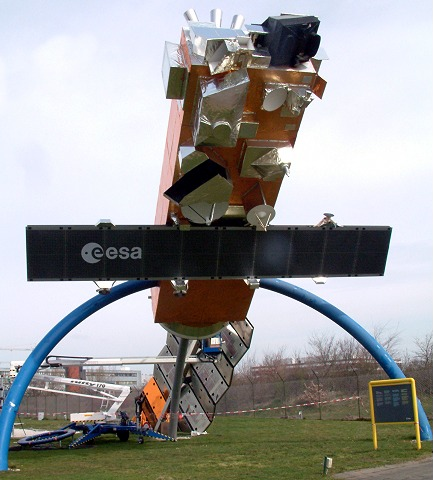
Envisat - satelitul care veghea schimbarile climatice.

### Aprilie
- 1 aprilie: Țările de Jos a devenit prima țară din lume unde eutanasia a fost legalizată.
- 9 aprilie: La Westminster Abbey au loc funeraliile Reginei mamă Elizabeth a Marii Britanii.
- 27 aprilie: Andrei Pleșu, fondator și rector al Institutului de studii avansate New Europe College din București, a primit Premiul Joseph–Bech pe anul 2001.
- 27 aprilie: Echipa masculină de seniori a devenit campioană europeană la gimnastică, cu ocazia desfășurării celui de–al 25–lea Campionat European de gimnastică artistică.

### Mai

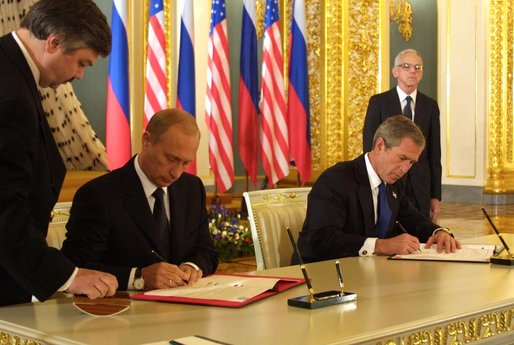
Bush și Putin semnează Tratatul de reducere a ofensivelor strategice

- 1 mai: La Salonul Internațional al Invențiilor și Produselor Noi de la Geneva, ediția a XXX-a, România a câștigat 67 de medalii (din care 15 de aur) și trei premii speciale, ceea ce a clasat-o pe primul loc între cele 44 de țări. Printre premianți sunt profesorii Universității Bioterra din București – medalie de aur pentru vodca ecologică și de argint pentru sucul fără conservanți Carotina.

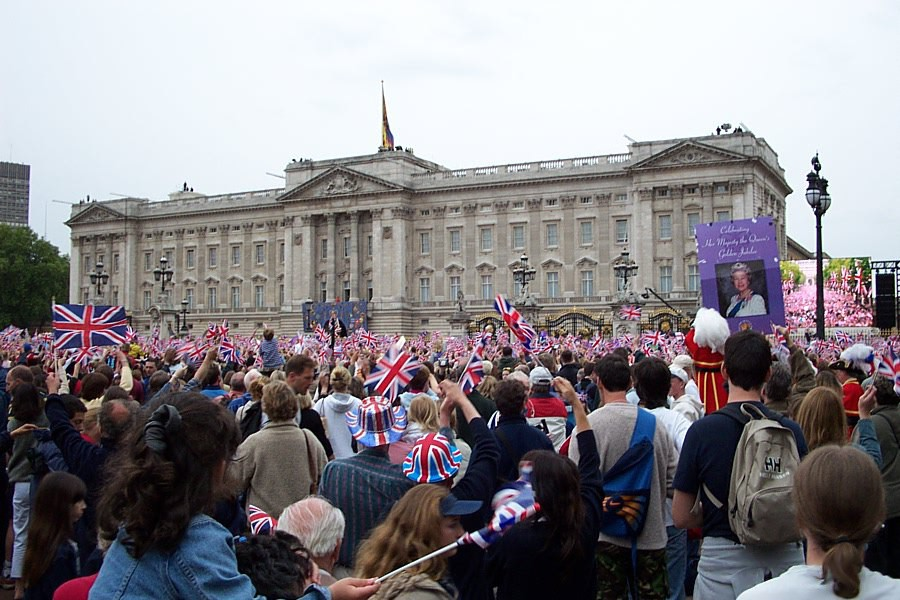
Palatul Buckingham -jubileul reginei

- 25 mai: Al 47-lea concurs muzical Eurovision a avut loc în Tallinn, Estonia.

### Iunie
- 3 iunie-9 iunie: S-a desfășurat, la Cluj, prima ediție a Festivalului Internațional de Film Transilvania, primul festival din România destinat exclusiv lung-metrajelor.
- 4 iunie: Jubileul reginei Elisabeta a II-a care celebrează 50 de ani de domnie.
- 5 iunie: La Institutul de boli cardiovasculare „Prof. Dr. C.C. Iliescu ” din București a fost efectuat primul autotransplant cardiac, intreventie chirurgicală constând în explantarea cordului pacientului, repararea și redimensionarea în afara corpului pacientului și reimplantarea sa.
- 15 iunie: Lansarea, în România, a postului de televiziune MTV România; invitat de onoare la spectacolul inaugural a fost interpretul de muzică latino Enrique Iglesias.
- 21 iunie: Michael Schumacher își câștigă al cincilea titlu mondial în Formula 1 și astfel egalează recordul lui Juan Manuel Fangio, stabilit în 1957.
- 30 iunie: Brazilia învinge Germania cu scorul de 2-0 și câștigă Campionatul Mondial de Fotbal din Coreea de Sud și Japonia

### Iulie

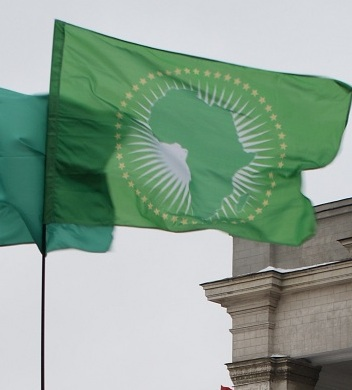
Drapelul Uniunii Africane

- 9 iulie: Organizația Unității Africane este desființată și înlocuită cu Uniunea Africană.

### Septembrie
- 2 septembrie: Specialiștii Institutului Clinic Fundeni au realizat, în premieră națională, un transplant de măduvă în cazul leucemiei acute.

Steagul NATO

- 10 septembrie: Elveția, cunoscută pentru neutralitatea sa, se alătură Națiunilor Unite.
- 23 septembrie: Belgia: A intrat în vigoare legea care aprobă eutanasia, Belgia fiind a doua țară din lume, după Țările de Jos, care a legalizat eutanasia.
- 26 septembrie: Feribotul senegalez supraîncărcat Le Joola s-a răsturnat în largul coastelor Gambiei; numărul estimat al morților a fost de peste 1.800 persoane.

### Octombrie

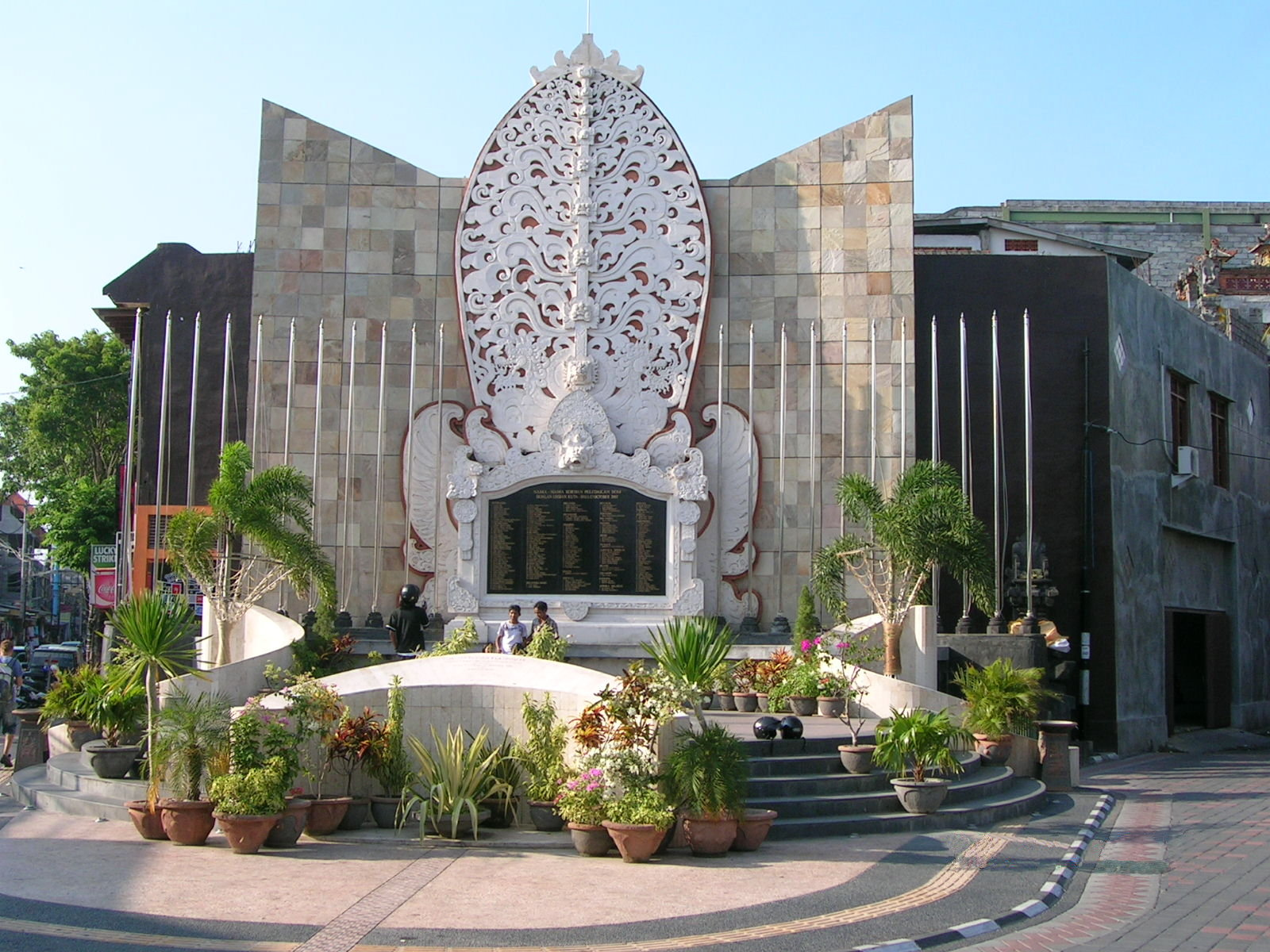
Memorialul dedicat victimelor Atentatului de la Bali

- 12 octombrie: Esplanade - Theatres on the Bay, un centru pentru desfășurările culturale și artistice care a fost inaugurat în Singapore.
- 23 octombrie: Rebelii ceceni au ocupat un teatru din centrul Moscovei luând aproximativ 700 de ostatici.

### Noiembrie
- 18 noiembrie: Bursa de Valori București a fost admisă ca membru corespondent al Federației Europene a Burselor de Valori, care cuprinde 31 de membri plini și 8 asociați din rândul burselor mari din Europa.
- 21/22 noiembrie: La summitul de la Praga, șapte țări au fost invitate spre a începe negocierile de aderare cu NATO: Bulgaria, Estonia, Letonia, Lituania, România, Slovacia și Slovenia. Țările invitate s-au alăturat NATO în 2004.
- 23 noiembrie: Președintele Statelor Unite ale Americii, George W. Bush, a sosit la București, într-o vizită oficială. Este cel de-al patrulea președinte american care a vizitat România, după Gerald Ford, Richard Nixon și Bill Clinton.

### Decembrie
- 12 decembrie: Uniunea Europeană a invitat zece țări candidate la aderare – Polonia, Cehia, Ungaria, Slovenia, Slovacia, Estonia, Letonia, Lituania, Cipru și Malta – să i se alăture începând cu data de 1 mai 2004. Numărul membrilor UE crește astfel de la 15 la 25. Pentru România și Bulgaria a fost fixat ca termen al aderării anul 2007.
- 15 decembrie: Pentru prima dată, România a fost nominalizată în cadrul galei Premiilor MTV Europa (Barcelona) prin introducerea secțiunii "Cel mai bun artist român". Câștigătoare a fost trupa "Animal X".

### Nedatate
- Populația estimată a Terrei: 6,215 miliarde locuitori (conf. Population Reference Bureau, 2002).

## Nașteri

### Ianuarie
- 6 ianuarie: Nanami Yanagawa, cântăreață japoneză

### Februarie
- 3 februarie: Radu Drăgușin, fotbalist român
- 5 februarie: Davis Cleveland (Davis Richard Cleveland), actor american de film
- 7 februarie: Radu Ștefan Bănică, cântăreț, compozitor și actor

### Martie
- 3 martie: Lorenzo Musetti, jucător de tenis italian
- 8 martie: Denisa Golgotă, sportivă română (gimnastică artistică)
- 9 martie: Ionuț Mitran, jucător profesionist român de fotbal
- 10 martie: Evhen Malîșev, soldat și biatlonist ucrainean (d. 2022)
- 15 martie: Andrei Istrate, fotbalist român

### Aprilie
2 Aprilie Emma Myers,actriță Americană
- 5 aprilie: Adela Iosif, fotbalistă română
- 7 aprilie: Laura Bretan, solistă de operă româno-americană (soprană)
- 8 aprilie: Skai Jackson (Skai Syed Jackson), actriță americană
- 16 aprilie: Ovidiu Perianu, fotbalist

### Mai
- 9 mai: Cree Cicchino, actriță americană
- 10 mai: Bianca Mihaela Lixandru, cântăreață română
- 13 mai: Zoe Wees, cântăreață germană

### Iunie
- 7 iunie: Darius Grosu, fotbalist român
- 25 iunie: Mason Vale Cotton, actor american
- 28 iunie: Marta Kostiuk, jucătoare de tenis ucraineană

### August
- 4 august: Kieron Williamson, pictor englez
- 5 august: Otto Hindrich, fotbalist român
- 22 august: Andrei Bani, fotbalist român
- 22 august: Ahmed Bani, fotbalist

### Septembrie
- 6 septembrie: Leylah Annie Fernandez, jucătoare de tenis canadiană
- 10 septembrie: Darius Șerban, sănier român
- 12 septembrie: Filip Ugran, pilot de curse român
- 23 septembrie: Ștefan Pănoiu, fotbalist român
- 27 septembrie: Jenna Ortega, actriță americană
- 30 septembrie: Maddie Ziegler (Madison Nicole Ziegler), actriță americană

### Octombrie

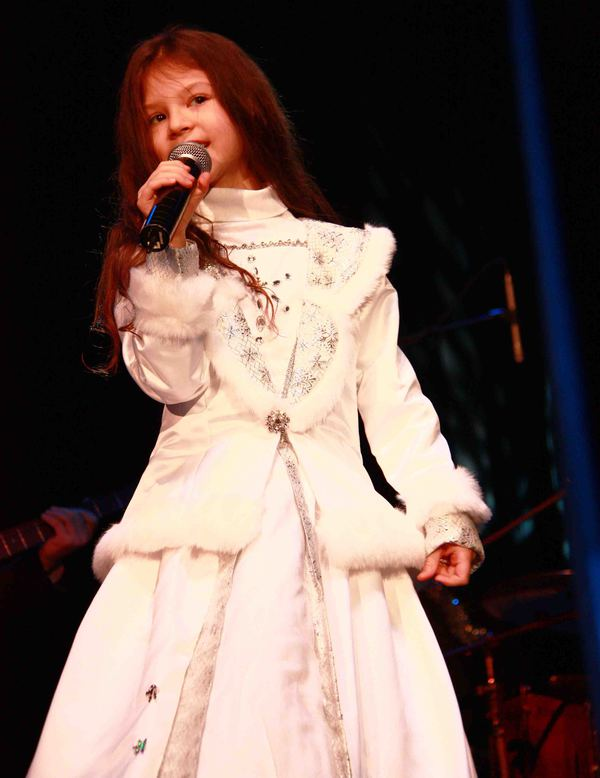
Cleopatra Stratan

- 6 octombrie: Cleopatra Stratan, cântăreață și actriță română, născută în Republica Moldova
- 8 octombrie: Zheng Qinwen, jucătoare de tenis chineză
- 10 octombrie: Thomas Kuc, actor brazilian
- 12 octombrie: Nicholas David Ionel, jucător român de tenis
- 31 octombrie: Ansu Fati, fotbalist guineobissauan

### Noiembrie
- 10 noiembrie: Eduardo Camavinga, fotbalist angolez
- 13 noiembrie: Emma Răducanu, jucătoare britanică de tenis, de etnie română
- 19 noiembrie: Gaia Cauchi, cântăreață malteză
- 25 noiembrie: Pedri, fotbalist spaniol

### Decembrie
- 8 decembrie: Ianis Stoica, fotbalist român
- 21 decembrie: Clara Tauson, jucătoare de tenis daneză
- 27 decembrie: Octavian-George Popescu, fotbalist născut în 2002
- 31 decembrie: Ștefan Baiaram, fotbalist român

## Decese

### Ianuarie
- 1 ianuarie: Efim Levit, 80 ani,  evreu basarabean, istoric și critic literar sovietic și moldovean (n. 1921)
- 5 ianuarie: Gheorghe Scripcă, 71 ani, scriitor român (n. 1930)
- 8 ianuarie: Alexandr Mihailovici Prohorov, 85 ani, fizician rus, laureat al Premiului Nobel (1964), membru de onoare al Academiei Române (n. 1916)
- 12 ianuarie: Cyrus Roberts Vance, 84 ani, secretar de stat al SUA (1977-1980), (n. 1917)
- 13 ianuarie: Ferdinand Weiss, 69 ani, pianist român (n. 1932)
- 16 ianuarie: Robert Hanbury Brown, 85 ani, astronom și fizician britanic (n. 1916)
- 17 ianuarie: Camilo José Cela, 85 ani, scriitor spaniol, laureat al Premiului Nobel (1989), (n. 1916)
- 18 ianuarie: Dimitrie Păcurariu, 76 ani, critic si istoric român (n. 1925)
- 22 ianuarie: Peter Bardens, 56 ani, muzician britanic (n. 1945)
- 22 ianuarie: A. H. Weiler, 93 ani, scriitor și critic de film american (n. 1908)
- 23 ianuarie: Pierre Bourdieu, 71 ani, sociolog francez (n. 1930)
- 23 ianuarie: Gheorghe Lambru, 66 ani, acordeonist român (n. 1935)
- 23 ianuarie: Robert Nozick, 63 ani, filosof american (n. 1938)
- 24 ianuarie: Nunzio Filogamo, 99 ani, actor italian (n. 1902)
- 24 ianuarie: Andrei Mercea, 76 ani, fotbalist român (n. 1925)
- 27 ianuarie: John James, 87 ani, pilot britanic de Formula 1 (n. 1914 )
- 28 ianuarie: Tibor Bálint, 69 ani, scriitor și traducător maghiar (n. 1932)
- 28 ianuarie: Astrid Lindgren, 94 ani, scriitoare suedeză (n. 1907)
- 30 ianuarie: Inge Morath (n. Ingeborg Hermine Morath), 78 ani, fotografǎ austriacǎ (n. 1923)

### Februarie
- 1 februarie: Hildegard Knef (Hildegard Frieda Albertine Knef), 76 ani, actriță, cântăreață germană (n. 1925)
- 3 februarie: Aglaja Veteranyi, 39 ani, scriitoare română (n. 1962)
- 4 februarie: Agatha Barbara, 78 ani,  politiciană malteză (n. 1923)
- 4 februarie: Prințul Sigvard, Duce de Uppland (n. Sigvard Oscar Fredrik Bernadotte), 94 ani, născut în Suedia (n. 1907)
- 4 februarie: Eve Titus, 79 ani, scriitoare americană de cărți pentru copii (n. 1922)
- 6 februarie: Max Ferdinand Perutz, 87 ani, biolog austriac laureat al Premiului Nobel (1962), (n. 1914)
- 8 februarie: Zizinho (Thomaz Soares da Silva), 80 ani, fotbalist brazilian (n. 1921)
- 9 februarie: Prințesa Margareta, 71 ani, sora reginei Elisabeta a II-a a Regatului Unit (n. 1930)
- 10 februarie: Serghei Bolgarin, 76 ani, militar sovietic din R. Moldova (n. 1925)
- 14 februarie: Nándor Hidegkuti, 79 ani, fotbalist (atacant) și antrenor maghiar (n. 1922)
- 14 februarie: Domènec Balmanya Perera, 87 ani, fotbalist spaniol (n. 1914)
- 15 februarie: Titus Moisescu, 79 ani, muzicolog român (n. 1922)
- 15 februarie: Kevin Tod Smith, 38 ani, actor și cântăreț neozeelandez (n. 1963)
- 15 februarie: Kevin Smith, actor neozeelandez (n. 1963)
- 19 februarie: Marcela Rusu, 76 ani, actriță română de scenă și voce (n. 1926)
- 19 februarie: Mátyás Tóth, fotbalist maghiar (n. 1918)
- 20 februarie: Cristian Neamțu, 21 ani, fotbalist român (portar), (n. 1980)
- 20 februarie: Ion Țugui, 68 ani, scriitor român (n. 1933)
- 22 februarie: Chuck Jones (Charles Martin Jones), 89 ani, animator american (Tom si Jerry), (n. 1912)
- 22 februarie: Barbara Valentin (n. Ursula Ledersteger), 61 ani, actriță austriacă (n. 1940)
- 28 februarie: Lawrence Tierney, 82 ani, actor american  (n. 1919)

### Martie

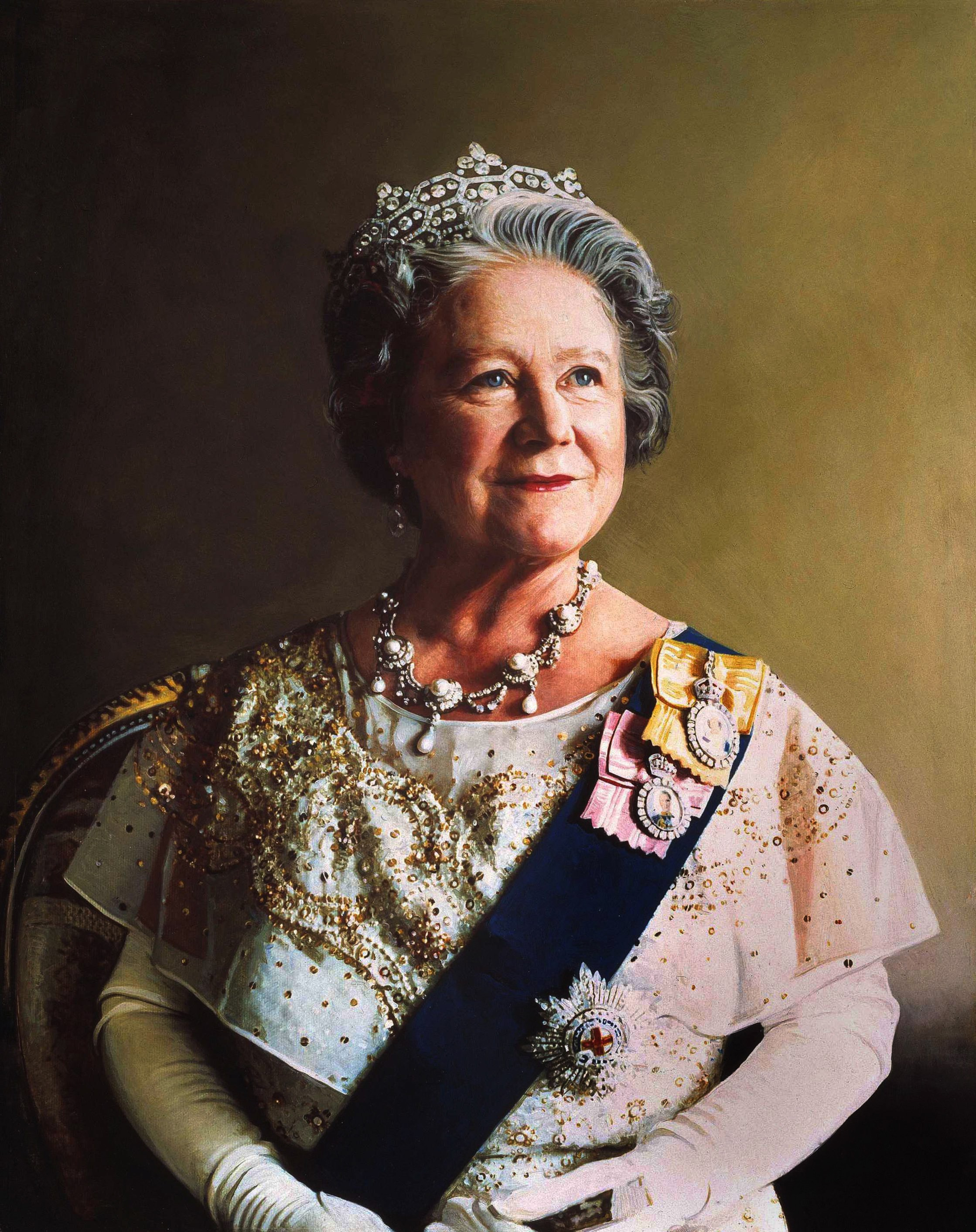
Elizabeth Bowes-Lyon

- 2 martie: Cozma Lostun, 70 ani, episcop român (n. 1931)
- 4 martie: Prunella Ransome, 59 ani, actriță de film și de televiziune britanică (n. 1943)
- 5 martie: Tamara Dobrin, 77 ani, comunistă română (n. 1925)
- 7 martie: Alexandru Balaci, 86 ani, critic și istoric literar român (n. 1916)
- 8 martie: Dan Marțian, 66 ani, deputat român (1990-1992), (n. 1935)
- 9 martie: Leonard Gershe, scriitor american (n. 1922)
- 10 martie: Massimo Morsello, 42 ani, poet, muzician, militant naționalist italian (n. 1958)
- 10 martie: Howard Thompson, 82 ani, jurnalist și critic de film american (n. 1919)
- 10 martie: Ilie Udilă, 71 ani, acordeonist român (n. 1930)
- 11 martie: James Tobin, 84 ani, economist american (n. 1918)
- 12 martie: Gheorghe Iliescu-Călinești, 69 ani, sculptor român (n. 1932 )
- 13 martie: Hans-Georg Gadamer, 102 ani, filosof german (n. 1900)
- 13 martie: Bayliss Levrett, 88 ani, pilot american de Formula 1 (n. 1914)
- 14 martie: Iohan-Peter Babiaș (n. Jan Piotr Babiasz), 49 ani, politician român de etnie poloneză (n. 1952)
- 14 martie: Cherry Wilder (n. Cherry Barbara Grimm), 71 ani, scriitoare neozeelandeză (n. 1930)
- 18 martie: R. A. Lafferty (Raphael Aloysius Lafferty), 87 ani, scriitor american de literatură SF (n. 1914)
- 20 martie: George Macovescu, 81 ani, comunist român (n. 1913)
- 23 martie: Enzo Barboni, 79 ani, director de imagine și regizor italian (n. 1922)
- 23 martie: Leif Wager, 80 ani,  actor și cântăreț finlandez (n. 1922)
- 24 martie: César Milstein, 74 ani, om de știință argentinian de etnie evreiască, laureat al Premiului Nobel (1984), (n. 1927)
- 24 martie: Bob Said, 69 ani, pilot american de Formula 1 (n. 1932)
- 26 martie: Dumitru Corbea (n. Dumitru Cobzaru), 91 ani, poet român (n.1910)
- 27 martie: Milton Berle (n. Milton Berlinger), 93 ani, actor american de film de etnie evreiască (n. 1908)
- 27 martie: Dudley Moore (Dudley Stuart John Moore), 66 ani, actor britanic (n. 1935)
- 27 martie: Billy Wilder (n. Samuel Wilder), 95 ani, regizor american (n. 1906)
- 30 martie: Regina mamă Elizabeth Marii Britanii (n. Elizabeth Angela Marguerite Bowes-Lyon), 101 ani, (n. 1900)

### Aprilie
- 1 aprilie: Simo Häyhä (aka Moartea albă), 96 ani, militar finlandez (n. 1905)
- 2 aprilie: Shigeo Sugimoto, 75 ani, fotbalist japonez (n. 1926)
- 5 aprilie: Layne Thomas Staley, 34 ani, bariton american (n. 1967)
- 5 aprilie: Arthur Ponsonby, 11th Earl of Bessborough, 89 ani, politician britanic (n. 1912)
- 6 aprilie: Petru Dumitriu, 77 ani, scriitor român (n. 1924)
- 7 aprilie: John Agar, 81 ani, actor de film, american (n. 1921)
- 8 aprilie: María Félix (María de los Ángeles Félix Güereña), 87 ani, actriță, fotomodel și cântăreață mexicană (n. 1914)
- 8 aprilie: Florin Mitroi, 64 ani, pictor român (n. 1938)
- 10 aprilie: Haim Cohen (n. Chaim Hermann Cohn), 91 ani, jurist israelian (n. 1911)
- 10 aprilie: Yuji Hyakutake, 51 ani, astronom japonez (n. 1950)
- 10 aprilie: Cristian Panait, 29 ani, procuror român (n. 1973)
- 11 aprilie: Branko Bauer, 81 ani, regizor croat de film (n. 1921)
- 11 aprilie: Mișu Dulgheru, 93 ani, ofițer român (n. 1909)
- 12 aprilie: Platon Pardău, 67 ani, poet, prozator, scenarist și publicist român (n. 1934)
- 12 aprilie: Gabriel Raksi, 63 ani, fotbalist român (atacant), (n. 1938)
- 13 aprilie: Miklós Nagy, 77 ani, istoric literar și profesor universitar maghiar (n. 1924)
- 13 aprilie: Desmond Titterington, 73 ani, pilot britanic de Formula 1 (n. 1928)
- 15 aprilie: Damon Knight, 79 ani, scriitor american de literatură SF (n. 1922)
- 16 aprilie: Cristina Luca Boico, 85 ani, militantă comunistă română (n. 1916)
- 18 aprilie: Thor Heyerdahl, 87 ani, etnolog norvegian (n. 1914)
- 18 aprilie: Pál Reizer, 59 ani, episcop român (n. 1943)
- 20 aprilie: Hieronymus Menges, 91 ani, preot romano-catolic român (n. 1910)
- 20 aprilie: Drăgan Muntean, 47 ani, interpret român de muzică populară din Ținutul Pădurenilor Hunedoarei (n. 1955)
- 22 aprilie: Vera Proca Ciortea, 87 ani, maestră de dans, română (n. 1915)
- 22 aprilie: Soja Jovanović, 80 ani, prima femeie regizoare sârbă și iugoslavă (n. 1922)
- 22 aprilie: Victor Frederick Weisskopf, 93 ani, fizician austro-american (n. 1908)
- 23 aprilie: Gopal Baratham, 66 ani, scriitor singaporez (n.1935)
- 26 aprilie: Hans Heinrich von Thyssen-Bornemisza (n. Hans Heinrich Àgost Gábor Tasso Freiherr von Thyssen-Bornemisza de Kászon et Impérfalva), 81 ani, om de afaceri și colecționar de artă născut în Țările de Jos (n. 1921)
- 26 aprilie: Brândușa Prelipceanu, 53 ani, jurnalistă și traducătoare română (n. 1949)
- 27 aprilie: Ruth Handler, 85 ani, inventatoare americană (păpușa Barbie), (n. 1916)
- 27 aprilie: Arthur Owen, 87 ani, pilot englez de Formula 1 care a evoluat în Campionatul Mondial în sezonul 1960 (n. 1915)
- 28 aprilie: Alexandr Ivanovici Lebed, 52 ani, general și politician rus (n. 1950)

### Mai
- 2 mai: Constanța Crăciun, 88 ani, comunistă română (n. 1914)
- 3 mai: Barbara Anne Castle, 91 ani, politiciană britanică (n. 1910)
- 5 mai: Clarence Seignoret, 83 ani, al treilea președinte al Dominicăi (1983-1993), (n. 1919)
- 6 mai: Pim Fortuyn, 54 ani, politician neerlandez (n. 1948)
- 6 mai: Ion Manole, 81 ani, lăutar român (n. 1920)
- 7 mai: Masakatsu Miyamoto, 63 ani, fotbalist japonez (n. 1938)
- 11 mai: Joseph Bonanno, 97 ani, liderul familiei Bonnano (1931-1968), (n. 1905)
- 11 mai: Jerzy Tabeau, 83 ani, medic polonez (n. 1918)
- 13 mai: Valeri Lobanovski, 63 ani, fotbalist (atacant) și antrenor ucrainean (n. 1939)
- 14 mai: Florica Mitroi (n. Florica Doancă), 58 ani, poetă și ziaristă română (n. 1944)
- 16 mai: Gavril Serfőző, 75 ani, fotbalist român (n. 1926)
- 17 mai: Elena Petrovici Radivoi, 94 ani, profesoară de limba română și culegătoare de folclor din Voivodina (n. 1908)
- 17 mai: Ladislau Kubala, 74 ani, fotbalist (atacant) și antrenor maghiar (n. 1927)
- 18 mai: The British Bulldog (n. David Smith), 39 ani, wrestler britanic (n. 1962)
- 20 mai: Stephen Jay Gould, 60 ani, paleontolog, biolog evoluționist și istoric al științei, american (n. 1941)
- 21 mai: Niki de Saint Phalle (n. Cathérine Marie-Agnès Fal de Saint Phalle), 65 ani, artistă plastică franceză (n. 1930)
- 22 mai: Ruth Williams Khama, 78 ani, soția președintelui Seretse Khama (Botswana), născută în Regatul Unit (n. 1923)
- 22 mai: Alexandru Todea, 89 ani, cardinal român (n. 1912)
- 23 mai: Pierre de Boisdeffre, 75 ani, istoric, diplomat și critic literar francez (n. 1926)
- 24 mai: Umberto Bindi, 70 ani, cantautor italian (n. 1932)
- 25 mai: Ștefan Augustin Doinaș (n. Ștefan Popa), 80 ani, poet, eseist, traducător român (n. 1922)
- 26 mai: Irinel Liciu (n. Silvia Lia Voicu), 74 ani, balerină română (n. 1928)

### Iunie
- 1 iunie: Costache Agafiței, 92 ani, pictor si grafician român (n. 1909)
- 3 iunie: Alice Stewart, 95 ani, medic și epidemiolog britanic specializat în medicină socială și efectele radiațiilor asupra sănătății (n. 1906)
- 4 iunie: Nineta Gusti, 88 ani, actriță română de teatru și film (n. 1913)
- 7 iunie: Bunțea Crupnic, 91 ani, evreică basarabeană, membră a Partidului Comunist din Belgia, al mișcării de rezistență și al rețelei de informații Orchestra Roșie (n. 1911)
- 7 iunie: George Ioan Dănescu, 63 ani, general român și ministru de interne (1992-1994), (n. 1938)
- 9 iunie: Peter Mokaba, 43 ani, membru al parlamentului sud-african (n. 1959)
- 10 iunie: John Joseph Gotti jr., 61 ani, gangster american (n. 1940)
- 11 iunie: Regīna Ezera, 71 ani, autoare letonă (n. 1930)
- 13 iunie: Gheorghe Bulgăr, 82 ani, pedagog român (n. 1920)
- 14 iunie: Albert Band, 78 ani,  regizor și producător de film franco-american (n. 1924)
- 17 iunie: Fritz Walter (n. Friedrich Walter), 81 ani, fotbalist german (atacant),(n. 1920)
- 20 iunie: Jovan Hristić, 68 ani, poet, dramaturg, eseist, critic literar și traducător sârb (n. 1933)
- 20 iunie: Tinus Osendarp, 86 ani, sprinter neerlandez (n. 1916)
- 21 iunie: Timothy Findley (n. Timothy Irving Frederick Findley), 71 ani, romancier și dramaturg canadian (n. 1930)
- 22 iunie: Yoshio Okada, 75 ani, fotbalist japonez (n. 1926)
- 22 iunie: Ion Petreuș, 56 ani, interpret de muzică populară românească (n. 1945)
- 23 iunie: Enzo Barboni, regizor de film italian (n. 1922)
- 24 iunie: Pierre Werner, 88 ani, politician luxemburghez (n. 1913)
- 27 iunie: John Alec Entwistle, 57 ani, muzician britanic (The Who), (n. 1944)
- 29 iunie: Rosemary Clooney, 74 ani,  actriță și cântăreață americană (n. 1928)
- 29 iunie: Ole-Johan Dahl, 70 ani, informatician norvegian (n. 1931)
- 29 iunie: François Périer, 82 ani, actor francez de teatru și film (n. 1919)

### Iulie
- 1 iulie: Pius Brânzeu, 91 ani, medic chirurg român, membru al Academiei Române (n. 1911)
- 1 iulie: Mihail Krug, 40 ani, cântăreț rus (n. 1961)
- 1 iulie: Pius Brânzeu, chirurg român (n. 1911)
- 3 iulie: Kenneth Ross MacKenzie, 90 ani, fizician american (n. 1912)
- 3 iulie: Alexandru Smochină, 87 ani, jurist și deținut politic român (n. 1915)
- 3 iulie: Irina Nicolau, 56 ani, folcloristă, eseistă română (n. 1946)
- 4 iulie: Laurent-Moise Schwartz, 87 ani, matematician francez (n. 1915)
- 6 iulie: John Michael Frankenheimer, 72 ani, regizor de film, american (n. 1930)
- 8 iulie: Pavel Bechet, 45 ani, actor din R. Moldova (n. 1957)
- 8 iulie: Constantin Rădulescu (fotbalist, născut 1934), 68 ani, antrenor român de fotbal (n. 1934)
- 9 iulie: Rod Steiger, 77 ani, actor american (n. 1925)
- 9 iulie: Madron Seligman (Madron Richard Seligman), 83 ani, politician britanic (n. 1918)
- 10 iulie: Paul Ioachim, 71 ani, actor român, dramaturg, director de teatru (n. 1930)
- 13 iulie: Benny Peled (n. Benjamin Weidenfeld), 73 ani, general israelian (n. 1928)
- 14 iulie: Henri Wald, 81 ani, profesor universitar, autor, filozof, publicist, logician, eseist și scriitor de non-ficțiune român (n. 1920)
- 15 iulie: György Fehér, 63 ani, regizor și scenarist maghiar (n. 1939)
- 16 iulie: John Cocke, 77 ani, informatician american (n. 1925)
- 16 iulie: Aleksandr Kolchinsky, 47 ani, luptător ucrainean (n. 1955)
- 17 iulie: Joseph Luns,  politician olandez, diplomat, jurist, cel mai longeviv Secretar General al NATO (1 octombrie 1971 - 25 iunie 1984) (n. 1911)
- 17 iulie: Gabriela Manole-Adoc, 76 ani, sculptoriță română (n. 1926)
- 18 iulie: Kyoko Togawa, 37 ani, actriță și cântăreață japoneză (n. 1964)
- 23 iulie: Leo McKern, 82 ani, actor australian (n. 1920)
- 23 iulie: William Luther Pierce, 68 ani, naționalist american (n. 1933)
- 23 iulie: Katya Paskaleva, 56 ani, actriță bulgară de teatru și film (n. 1945)
- 24 iulie: Maurice Denham (William Maurice Denham), 92 ani, actor englez (n. 1909)
- 25 iulie: Alexandru Rațiu, 86 ani, preot greco-catolic român (n. 1916)
- 27 iulie: Ronald Brown (Ronald William Brown), 80 ani, politician britanic (n. 1921)
- 27 iulie: Ronald Brown, politician britanic (n. 1921)
- 28 iulie: Aurelian Gulan, 80 ani, militar român (n. 1922)
- 28 iulie: Archer Martin (Archer John Porter Martin), 92 ani, chimist britanic, laureat al Premiului Nobel (1952), (n. 1910)
- 31 iulie: Elena Curelaru, 80 ani, poetă si pictoriță română (n. 1922)

### August
- 1 august: Francisco Arcellana, 85 ani, scriitor, poet, eseist, critic, jurnalist și profesor filipinez (n.1916
- 3 august: Niculiță Secrieriu, 64 ani, pictor român (n. 1938)
- 5 august: Francisco Coloane, 92 ani, scriitor chilian (n. 1910)
- 6 august: Edsger Wybe Dijkstra, 72 ani, informatician neerlandez (n. 1930)
- 7 august: Petru Vintilă, 80 ani, poet, prozator și dramaturg român (n. 1922)
- 7 august: Aurel Vișovan, 76 ani, liderul rezistenței anticomuniste din Maramureș și șeful Grupului Legionar Maramureș între anii 1946 și 1948 (n. 1926)
- 10 august: Kristen Nygaard, 75 ani, informatician norvegian (n. 1926)
- 11 august: Galen Avery Rowell, 61 ani, alpinist american (n. 1940)
- 12 august: Victor Teleucă, 69 ani, poet, eseist, traducător și publicist român din R. Moldova (n. 1933)
- 13 august: Al Vande Weghe, 86 ani, înotător american (n.1916)
- 15 august: Dumitru Bordeianu, 80 ani,  student la Medicină în Iași (n. 1921)
- 18 august:Turpal-Ali Atgheriev, 33 ani, ministrul Siguranței Naționale al Republicii Cecenia (n.1969)
- 24 august: Cornelis Johannes van Houten (n. Kees van Houten), 82 ani, astronom neerlandez (n. 1920)
- 25 august: Dorothy Coade Hewett, 79 ani, scriitoare australiană (n. 1923)
- 25 august: Karolina Lanckorońska, 104 ani, femeie poloneză, istoric și luptător de rezistență al celui de-al Doilea Război Mondial (n. 1898)
- 26 august: Simion Vârgolici, 99 ani, preot ortodox român (n. 1902)
- 29 august: Tita Chiper, 68 ani, jurnalistă română (n. 1934)
- 29 august: Lance Macklin, 82 ani, pilot britanic de Formula 1 (n. 1919)
- 31 august: Martin Kamen (Martin David Kamen), 89 ani, biochimist canadiano-american (n. 1913)
- 31 august: Farhad Mehrad, 58 ani, cântăreț iranian (n. 1944)
- 31 august: George Porter, 81 ani, chimist britanic, laureat al Premiului Nobel (1967), (n. 1920)

### Septembrie
- 1 septembrie: Nicolae Șchiopu, 68 ani, general român (n. 1933)
- 2 septembrie: Angela Rodica Ojog-Brașoveanu, 63 ani, scriitoare română de romane polițiste (n. 1939)
- 3 septembrie: Nicolae Neacșu, 77 ani, lăutar român (n. 1924)
- 4 septembrie: Cornel Vulpe, 72 ani, actor român (n. 1930)
- 7 septembrie: Eugen Coșeriu (aka Eugenio Coseriu), 81 ani, filolog român (n. 1921)
- 7 septembrie: Mihály Nagymarosi, 82 ani,  fotbalist maghiar (n. 1919)
- 11 septembrie: Kim Hunter, 79 ani, actriță americană   (n. 1922)
- 12 septembrie: Grigori Entelis, 71 ani, evreu basarabean, sociolog, doctor în filosofie, profesor sovietic și moldovean (n. 1930)
- 13 septembrie: Alexander Kazanțev, 96 ani, scriitor rus de literatură SF (n. 1906)
- 14 septembrie: Sofian Boghiu, 90 ani, duhovnic ortodox și pictor bisericesc român (n. 1912)
- 14 septembrie: Lolita Torres, 72 ani, actriță și cântăreață argentiniană (n. 1930)
- 15 septembrie: James Munro (n. James William Mitchell), 76 ani, scriitor britanic (n. 1926)
- 15 septembrie: Jean Rousset, 92 ani, critic literar elvețian (n. 1910)
- 15 septembrie: Mircea Belu, 61 ani, actor român de teatru (n. 1941)
- 15 septembrie: Gustav al VI-lea Adolf al Suediei, 90 ani (n. 1882)
- 18 septembrie: Mauro Ramos (Mauro Ramos de Oliveira), 72 ani, fotbalist brazilian (n. 1930)
- 21 septembrie: Robert L. Forward (Robert Lull Forward), 70 ani, fizician american (n. 1932)
- 24 septembrie: Dezső Kemény, 77 ani, scriitor maghiar (n. 1925)
- 25 septembrie: Jacques Borel, 76 ani, scriitor francez (n. 1925)
- 30 septembrie: Meinhard Michael Moser, 78 ani, botanist și micolog austriac (n. 1924)
- 30 septembrie: Robert Battersby, 77 ani, politician britanic (n. 1924)

### Octombrie
- 1 octombrie: Ilie Ceaușescu, 76 ani, general român, fratele lui Nicolae Ceaușescu (n. 1926)
- 2 octombrie: Tiberiu Olah, 74 ani, compozitor, profesor și muzicolog român (n. 1928)
- 4 octombrie: Gwen Araujo (Gwen Amber Rose Araujo), 17 ani, adolescentă americană (n. 1985)
- 4 octombrie: André Baron Delvaux, 76 ani, regizor de film, belgian (n. 1926)
- 7 octombrie: Vasile Gheorghe (aka Gigi Kent), 51 ani, om de afaceri român (n. 1951)
- 11 octombrie: Friedrich Halmen, 90 ani, handbalist român de etnie germană (n. 1912)
- 14 octombrie: Norbert Schultze, 91 ani, compozitor și dirijor german (n. 1911)
- 16 octombrie: Ileana Berlogea, 70 ani, istoric, profesor și critic de teatru, român (n. 1931)
- 18 octombrie: Iancu Fischer, 78 ani, filolog român de etnie evreiască (n. 1923)
- 19 octombrie: Aileen Riggin, 96 ani, înotătoare americană (n. 1906)
- 20 octombrie: Constantin Andreescu, 92 ani, deputat român (1990-1992), (n. 1910)
- 20 octombrie: Bernard Fresson, 71 ani, actor francez care a lucrat în principal în film (n. 1931)
- 21 octombrie: Bernardino Pérez Elizarán (aka Pasieguito), 77 ani, fotbalist și antrenor spaniol (n. 1925)
- 23 octombrie: Alexandra Picunov, 73 ani, sculptoriță din Republica Moldova (n. 1928)
- 24 octombrie: Hernán Gaviria, 32 ani, fotbalist columbian (n. 1969)
- 25 octombrie: René Thom, 79 ani, matematician și epistemolog francez (n. 1923)
- 25 octombrie: Richard Harris (Richard St. John Harris), 72 ani, actor irlandez (n. 1930)
- 26 octombrie: Karl Siegfried Unseld, 78 ani, editor german și director al Suhrkamp Verlag (n. 1924)
- 27 octombrie: Sesto Pals, 89 ani, poet suprarealist român (n. 1913)
- 29 octombrie: Marina Berti, 78 ani, actriță italiană (n. 1924)
- 31 octombrie: Raf Vallone, 86 ani, actor italian (n. 1916)

### Noiembrie
- 2 noiembrie: Eduard Covali, 72 ani, regizor de teatru, român (n. 1930)
- 3 noiembrie: Lonnie Donegan, 71 ani, cântăreț britanic (n. 1931)
- 4 noiembrie: Antonio Margheriti, 72 ani,  regizor de film italian (n. 1930)
- 6 noiembrie: Eleonora Costescu, 86 ani, autoare română și critic literar (n. 1916)
- 7 noiembrie: Rudolf Karl Augstein, 79 ani, jurnalist german (n. 1923)
- 7 noiembrie: Simion Lungul, 75 ani, compozitor sovietic și moldovean (n. 1927)
- 10 noiembrie: Lucilia Georgescu-Stănculeanu, 77 ani, cercetătoare, folcloristă și etnomuzicologă română (n. 1925)
- 11 noiembrie: Frances Ames, 82 ani, medic neurolog și activistă sud-africană (n. 1920)
- 13 noiembrie: Alexandru Dragomir, 86 ani, filosof român (n. 1916)
- 13 noiembrie: Lev Iaruțki, 70 ani, evreu basarabean, etnograf, corespondent, profesor sovietic și ucrainean (n. 1931)
- 17 noiembrie: Abba Eban (n. Aubrey Solomon Meir Eban), 87 ani, diplomat și om politic israelian (n. 1915)
- 18 noiembrie: James Coburn (James Harrison Coburn III), 74 ani, actor american de film (n. 1928)
- 18 noiembrie: Sá Nogueira, 81 ani, pictor portughez (n. 1921)
- 19 noiembrie: Vito Ciancimino, 78 ani, politician italian (n. 1924)
- 22 noiembrie: Infanta Beatriz a Spaniei (n. Beatriz Isabel Federica Alfonsa Eugenia Cristina María Teresa Bienvenida Ladislàa), 93 ani, fiica regelui Alfonso al XIII-lea al Spaniei (n. 1909)
- 22 noiembrie: Rafał Gan-Ganowicz, 70 ani, soldat polonez (n. 1932)
- 22 noiembrie: Adele Jergens, 85 ani, actriță americană (n. 1917)
- 24 noiembrie: John Rawls, 81 ani, filosof american (n. 1921)
- 27 noiembrie: Wolfgang Preiss, 92 ani, actor german de teatru, film și televiziune (n. 1910)
- 28 noiembrie: Zaharia Sângeorzan, 63 ani, critic literar român (n. 1939)
- 28 noiembrie: Dan Tufaru (n. Dan-Dumitru Tufar), 58 ani, actor român (n. 1944)

### Decembrie
- 2 decembrie: Ivan Illich, 76 ani,  filozof și teolog austriac emigrat în Italia, apoi în Statele Unite ale Americii (n. 1926)
- 2 decembrie: Mehmet Emin Toprak, 28 ani, actor turc (n. 1974)
- 6 decembrie: Dan Amedeo Lăzărescu, 84 ani, avocat, scriitor, politician român (n. 1918)
- 12 decembrie: Vasile Avram, 62 ani, scriitor român (n.1940)
- 12 decembrie: Brad Dexter, 85 ani, actor american (n.1917)
- 12 decembrie: Ion P. Filipescu, 75 ani, jurist român (n. 1927)
- 13 decembrie: Maria Elena Bjornson (n. Maria Elena Viviane Eva Bjørnson), 53 ani, scenografă de teatru, născută în Franța (n. 1949)
- 13 decembrie: Costin Kirițescu, 94 ani, economist român, membru al Academiei Române (n. 1908)
- 16 decembrie: Vladimir Stângaciu, 95 ani, pilot, pionier al hidroaviației românești, primul director al TAROM (din 1954), (n. 1907)
- 18 decembrie: Gheorghe Poțincu, 69 ani, inginer mecanic, profesor universitar român și figură publică însemnată a meleagurilor argeșene (n. 1933)
- 20 decembrie: Georg Scherg (n. Georg Kurmes), 85 ani, prozator, poet român de limba germană (n. 1917)
- 21 decembrie: José Hierro del Real, 80 ani, poet spaniol (n. 1922)
- 22 decembrie: Dumitru Bălașa, 91 ani, preot ortodox și un istoric român (n. 1911)
- 22 decembrie: Joe Strummer (n. John Graham Mellor), 50 ani, muzician britanic (The Clash), (n. 1952)
- 22 decembrie: Mihai Țurcaș, canoist român (n. 1942)
- 26 decembrie: Herb Ritts, 50 ani, fotograf american (n. 1952)
- 27 decembrie: George Roy Hill, 81 ani, regizor american (n. 1921)
- 30 decembrie: Mary Wesley (n. Mary Aline Mynors Farmar), 60 ani, scriitoare britanică (n. 1942)

### Nedatate
- martie: Ioan Mușat, 73 ani, amiral român (n. 1928)
- iunie: Nicu Caranica, 91 ani, poet, dramaturg și eseist român (n. 1911)
- octombrie: Vasile Cosma, 77 ani, actor român (n.1924)
- noiembrie: Zoltán Márki, 74 ani, poet, jurnalist și redactor maghiar, originar din România (n. 1928)
- noiembrie: Duiliu Sfințescu, 90 ani, profesor universitar român (n. 1911)
- Andre Clot, 92 ani, istoric și scriitor francez (n. 1909)
- Iosif Costinaș, 61 ani, jurnalist român (n. 1940)
- Constanța Crăciun, 88 ani, comunist român (n. 1914)
- Reghina Esina, 80 ani, solistă de operă și pedagog din Republica Moldova (n. 1921)
- Mircea Grabovski, 50 ani, handbalist român (n. 1952)
- Elisaveta Kovacs (n. Elisaveta Barabaș), 65 ani, comunistă română (n. 1937)
- Rodica Mănăilă, 66 ani, fizician român, membră a Academiei Române (n. 1935)
- Ioan Mitrofan, 72 ani, arheolog român (n. 1929)
- Anton Moisescu, 89 ani, politician comunist român (n. 1913)
- Paul Nagy, 74 ani, comunist român de etnie maghiară (n. 1928)
- Eremia Profeta, 88 ani, pictor român (n. 1914)
- Constantin Rădulescu, 69 ani, speolog romăn (n. 1932)
- Gheorghe Aurelian Rădulescu, 94 ani, inginer chimist român (n. 1907)
- Alexandru Șerban, 79 ani, primar al municipiului Cluj-Napoca (1990), (n. 1922)
- Larisa Șorban, 75 ani, balerină română (n. 1926)
- Mátyás Tóth (Mátyás Tóth III), 83 ani, fotbalist maghiar (atacant) (n. 1918)
- Eugen Velea, 61 ani, ofițer în cadrul DSS (n. 1940)
- Arcadie Sarcadi, 76 ani, jucător român de polo pe apă (n. 1925)
- Barbara (pictoriță), 86 ani,  pictoriță în stil futurist și o aviatoare italiană (n. 1915)
- Eliyahu Feldman, 83 ani, istoric israelian , originar din Basarabia (n. 1919)
- Franz Auerbach, 87 ani, regizor de teatru român (n. 1915)

## Premii Nobel
- Fizică: Raymond Davis Jr. (SUA), Masatoshi Koshiba (Japonia), Riccardo Giacconi (Italia)
- Chimie: John B. Fenn (SUA), Koichi Tanaka (Japonia), Kurt Wüthrich (Elveția)
- Medicină: Sydney Brenner (Africa de Sud), H. Robert Horvitz (SUA), John Sulston (Regatul Unit)
- Literatură: Imre Kertész (Ungaria)
- Pace: Jimmy Carter (SUA)

## Medalia Fields
- Laurent Lafforgue (Franța)
- Vladimir Voevodski (Rusia/SUA)